# Bitva o Avdijivku
Bitva o Avdijivku bylo vojenské střetnutí mezi ozbrojenými silami Ukrajiny a ozbrojenými silami Ruské federace o Avdijivku, předměstí velkoměsta Doněcku. Dne 20. února 2022 uznal ruský prezident Vladimir Putin nezávislost Doněcké lidové republiky. Menší boje o Avdijivku mezi ukrajinskými silami a proruskými separatisty se rozhořely již 21. února 2022. O několik dní později, tedy 24. února, když začala vlastní ruská invaze na Ukrajinu, byla Avdijivka mezi prvními napadenými místy. Intenzita bojů o město se zvýšila na podzim roku 2023 po neúspěšné ukrajinské protiofenzívě, kdy ruské síly v tomto směru převzaly iniciativu a začaly město svírat ze tří stran. Dne 17. února 2024 oznámil vrchní velitel ukrajinské armády Oleksandr Syrskyj stažení ukrajinských sil z města. Strategicky důležitá Avdijivka byla považována za jedno z nejvíce opevněných sídel na Ukrajině a byla popisována jako „brána“ do nedalekého Rusy okupovaného Doněcku.

## Předehra k bitvě
V roce 2017 u Avdijivky proběhla bitva mezi Ozbrojenými silami Ukrajiny a proruskými separatisty, kteří se město pokusili neúspěšně obsadit. Bitva vedla k poničení města.

## První fáze bitvy

### 21. února – 17. dubna 2022
V tomto období proruští separatisté obnovili boje o město. Když Rusko oficiálně zahájilo svou invazi na Ukrajinu, byla Avdijivka jedním z jeho hlavních cílů. Dne 13. března ruské síly bombardovaly koksovnu (největší v Evropě) na pokraji Avdijivky.

### 18. dubna – 27. července 2022
Obě strany vyhlásily začátek tzv. bitvy o Donbas a Rusko začalo na Avdijivku silně útočit. Ukrajinská strana tvrdila, že dne 19. dubna odrazila ruský útok. Během bitvy bylo několikrát hlášeno použití termobarické munice a munice s bílým fosforem ruskými silami. Dne 1. června převzaly jednotky DLR kontrolu nad dálnicí vedoucí jižně od města. Dne 4. července ruské síly ve snaze obklíčit město dobyly osadu Novoselivka Druha, která se nachází 10 kilometrů severovýchodně od Avdijivky. Dne 7. července Rusové ostřelovali Avdijivku 24 hodin bez přestání. Kromě vojenských pozic zasáhli také městskou infrastrukturu, obytnou část města a koksovnu.

### 28. července 2022 – březen 2023
Dne 28. července 2022 zahájily ruské síly ofenzivu s cílem obklíčit Avdijivku. Ruské síly zaútočily na osadu Krasnohorivka, která se nachází severně od Avdijivky, a na opevněné město Pisky jižně od Avdijivky. Dne 7. srpna ruské síly dosáhly centra města Pisky a do 24. srpna bylo toto město zcela pod kontrolou ruských sil. Začátkem září několik separatistických jednotek, včetně praporu Sparta a praporu Somálsko, zahájilo další útoky v širším okolí města. V polovině ledna roku 2023 se ruské a separatistické síly pokusily dobýt osadu Vodjane. Útok byl obránci odražen.

### Březen 2023 – říjen 2023
V březnu roku 2023 velitel ukrajinských pozemních vojsk Oleksandr Syrskyj uvedl, že ruské síly se snažily Avdijivku plně obklíčit. Dne 21. května Ukrajinci tvrdili, že odrazili ruský mechanizovaný útok poblíž města. Boje o město zesílily na začátku dlouho očekávané ukrajinské protiofenzívy. Dne 10. září velitel vojenské správy města oznámil, že ukrajinské síly získaly oporu na severním okraji osady Opytne 3 kilometry jihozápadně od Avdijivky a 2 kilometry severně od zničeného mezinárodního letiště Doněck.

## Hlavní bitva (10. října 2023 – 17. února 2024)

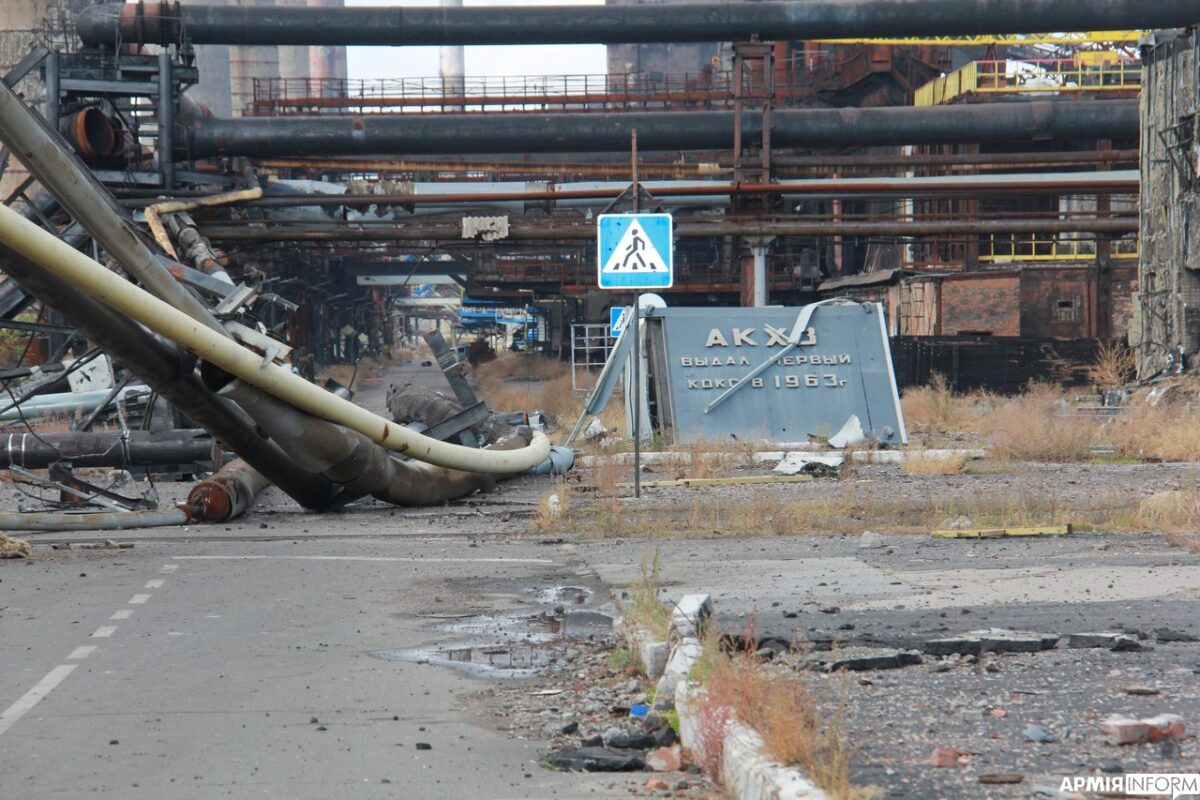
Areál Avdijivské koksovny po ruském bombardování

Počínaje 10. říjnem 2023 zaútočily ruské síly na sever, západ a jih od města obrněnými útočnými skupinami a vrtulníky s podporou dělostřelectva. Tři motostřelecké brigády 8. vševojskové armády zahájily soustředěnou útočnou operaci jihozápadně od Siverne, severozápadně od Krasnohorivky a u obce Stepove poblíž koksovny v Avdijivce. Údajně všechny pozorované ruské jednotky zapojené do této obnovené útočné operace byly původně zařazeny v jednotkách DLR, ale po začátku invaze přešly do ruské 8. vševojskové armády. Dne 12. října vyhodnotil Institute for the Study of War (ISW, Institut pro studium války) ve Washingtonu, že ruským silám se v důsledku velkých ztrát nepovedl žádný velký průlom do ukrajinských pozic. Ukrajinské zdroje informovaly, že útočící ruské síly byly posíleny o 15. a 21. motostřeleckou brigádu, zatímco 30. motostřelecká brigády byla udržována v záloze.
Dne 18. října postoupila 21. motostřelecká brigáda k vyvýšené hromadě strusky a obsadila některé pozice s výhledem na Avdijivku. Dne 19. října se pokusila sabotážní, útočná a průzkumná skupina DLR „Kluny“ společně s 1. motostřeleckou brigádou čelně zaútočit na opevněnou restauraci „Carská Ochota“ na jihu města. Určitý postup (několik stovek metrů) ve směru Vodjane-Netajlove oznámila 9. motostřelecká brigáda. Na osadu Stepove severně od města zaútočily 114. motostřelecká brigáda a 277. pěší prapor. Dle ISW ruské síly po neúspěšných útocích z 19. října dočasně pozastavily útočné operace.
Dne 28. října ruské síly dobyly hromadu strusky západně od železnice a koksovny v Avdijivce. Tato hromada strusky je považována za velmi důležitou vyvýšeninu. Začátkem listopadu se tempo ruských útoků vlivem nepříznivého počasí údajně snížilo. ISW vyhodnotil, že mezi 3. a 4. listopadem ruské jednotky dosáhly železniční trať severně od koksovny a upevnily tam své pozice. Ruské zdroje také uváděly, že nepravidelná formace ruských sil našla 160 metrů dlouhý tunel (nebo potrubí) směrem pod blíže nespecifikované ukrajinské pozice a odpálila výbušniny. Ve dnech 7. a 8. listopadu ruské jednotky údajně postupovaly podél železnice k osadě Stepove. Dne 10. listopadu ruské síly vstoupily do východní části osady Stepove uprostřed silného ukrajinského odporu. Dne 12. listopadu oznámil ukrajinský generál Oleksandr Tarnavskyj, že Rusové zvyšují počet útoků naváděnými bombami s tím, že předchozího dne provedli 30 takových náletů.

### Dobytí jižní průmyslové oblasti a pokračující pokusy o obklíčení
Dne 13. listopadu postoupily ruské jednotky na jižním křídle města do průmyslové oblasti Avdijivky, což je velmi důležitá opevněná oblast, kterou ukrajinské jednotky kontrolovaly od roku 2014. Do 16. a 17. listopadu Rusové údajně dobyli nejméně 60 % jihovýchodní průmyslové oblasti a zároveň rozšířili tzv. šedou zónu na ose Stepove-Krasnohorivka severně od města. Ruské jednotky údajně prolomily ukrajinskou obranu poblíž stanice Jasynuvata-2 v průmyslové zóně dne 20. listopadu. Dle ruských zdrojů provedli Ukrajinci 21. listopadu neúspěšný protiútok, a jižní průmyslová oblast tak přešla pod ruskou kontrolu.
Dne 28. listopadu ruské síly postupovaly na Avdijivku ze všech stran. Byly také hlášeny těžké boje o koksovnu. Ruské síly podle ISW pokračovaly 12. prosince v útočných operacích poblíž Avdijivky zvýšeným tempem. Záběry zveřejněné 12. prosince naznačují, že ruské síly dále postupovaly jihozápadně od města. Podle tvrzení mluvčího jedné z jednotek sloužící v Avdijivce se ukrajinským silám téhož dne povedlo vytlačit ruské síly od osady Stepove. Dne 23. ledna 2024 ruské síly dosáhly zpět západního okraje osady Stepove a do 25. ledna částečně stabilizovaly frontovou linii jihozápadně od této osady.

### Průlom obrany na jižním a severním předměstí
Dne 20. ledna 2024 ruské síly prolomily ukrajinskou obranu v jižní části Avdijivky, dobyly opevněnou restauraci „Carská Ochota“ a postoupily až 1,2 kilometru na sever podél ulic Soborna, Černyševskoho a Sportyva. Podle ukrajinských i ruských zdrojů byl ruský průlom na jihu Avdijivky částečně výsledkem průchodu vojáků tunelem. Začátkem února 2024 bylo potvrzeno, že ruské síly postoupily východně od osady Opytne, čímž podpořily částečné obklíčení ukrajinské jednotky protivzdušné obrany. Do 9. února ruské síly upevnily své pozice poblíž ulice Soborna až po křižovatku s ulicí Černyševského.
Ve dnech 5. a 6. února ruské jednotky prolomily ukrajinskou obranu v severní části Avdijivky a postoupily několik set metrů jižně podél zatopeného pískového lomu a obsadily severní části ulic Sapronova a Doněcká a také většinu ulice Mičurina. Bylo také hlášeno, že ruské síly se přiblížily k železniční trati severně od železničního mostu a postupovaly také směrem k severnímu břehu zatopeného pískového lomu. Podle ukrajinských zdrojů se situace ve městě v těchto dnech stala kritickou.
Do 8. února byla podle ruských zdrojů frontová linie posunuta dále na jih, směrem k centru Avdijivky, a také byl obsazen 1,4 kilometru dlouhý úsek železniční trati podél ulice Čisťakova. Podle mluvčího ukrajinské armády se ruské jednotky útokem ze severní části snažily přerušit hlavní zásobovací komunikaci vedoucí do města. Britské ministerstvo obrany poznamenalo, že Rusové silně využívají taktické letectvo, a uvedlo, že ruské letouny na město vypustily v předchozích čtyřech týdnech na 600 kusů klouzavých bomb. Ukrajinští velitelé připisovali ruský průlom chronickému nedostatku dělostřeleckých granátů v důsledku zpoždění vojenské pomoci Evropské unie a Spojených států.
Dne 11. února ukrajinské síly na obranu Avdijivky údajně nasadily svou poslední zálohu, 3. útočnou brigádu. Podle ruských zdrojů se 12. února ruské síly zakopaly západně od železniční trati, rozmístily další obrněná vozidla a také provedly menší postup v jihozápadní části města. Velitel ukrajinské 47. mechanizované brigády uvedl, že Rusové ve městě rozmisťují jednotky pravidelné armády, sabotážní a také trestanecké jednotky „Storm-Z“ a „Storm-V“. Dne 13. února prošla ukrajinská 110. mechanizovaná brigáda rotací, protože již neměla dostatečné schopnosti udržet město. Tato brigáda město bránila nepřetržitě od března roku 2022. Prezident Volodymyr Zelenskyj nahradil Valerije Zalužného ve funkci hlavního velitele Ozbrojených sil Ukrajiny generálplukovníkem Oleksandrem Syrským, dosavadním velitelem pozemních vojsk.

### Stažení ukrajinských sil
Dne 15. února ruští vojáci dobyli hlavní silnici vedoucí do Avdijivky. Tato silnici sloužila jako hlavní zásobovací komunikace pro ukrajinské jednotky ve městě. Ruským silám se také podařilo dobýt opevněnou pozici „Zenit“. Tato pozice se nacházela v nejjižnější části města na místě bývalé jednotky protivzdušné obrany. Ukrajinská armáda potvrdila, že již probíhá její částečný ústup z některých pozic. Do Avdijivky se přesunula 3. útočná brigáda Ozbrojených sil Ukrajiny, ukrajinský Deep State vyhodnotil přesun útočné jednotky do operačního prostředí za účelem posílení obranných akcí jako „extrémně podivný“ vzhledem k tomu, že se jedná o útočnou formaci.
Dne 16. února ruské síly ovládly pevnost „Čeburaška“. Do večera se ruským silám podařilo dobýt městský park v centru Avdijivky a budovu nedaleké nemocnice. Objevily se také zprávy o dalším ruském pokroku v oblasti Vinogradnyky-2 a v průmyslové oblasti jižně od koksovny.
V noci 17. února 2024 se ukrajinské jednotky na rozkaz vrchního velitele ozbrojených sil Ukrajiny generálplukovníka Oleksandra Syrského z Avdijivky stáhly. Ústup kryla 53. samostatná motostřelecká brigáda. Během 17. února 2024 ministerstvo obrany Ruska uvedlo, že ruské síly převzaly „plnou kontrolu“ nad východoukrajinskou Avdijivkou.

## Reakce
Americký deník New York Times označil dobytí Avdijivky jako „první velký zisk, kterého ruské síly dosáhly“ od dobytí Bachmutu v květnu roku 2023. Deník také uvádí, že Avdijivka byla velmi důležitým místem v systému ukrajinské obrany, protože chránila důležitý logistický uzel ve městě Pokrovsk, který je vzdálený asi 50 km severozápadně od města. Uvádí také, že dobytí Avdijivky Rusku umožní efektivněji přesouvat své jednotky jinými směry.
Dne 20. února pak tento deník uvedl, že podle vysokých západních představitelů mohlo být během chaotického ústupu ukrajinských sil z Avdijivky ruskými silami zajato 850 až 1000 ukrajinských vojáků. Podle těchto představitelů bylo stažení ukrajinských sil špatně naplánováno a začalo příliš pozdě. Deník to označil za „zničující ztrátu“, která by mohla zasadit ránu již tak slábnoucí morálce ukrajinských obránců.
Ruský prezident Vladimir Putin připsal zásluhy za dobytí Avdijivky invazním jednotkám pod velením generálplukovníka Andreje Mordvičeva.